# Fulminatna kiselina
Fulminatnu kiselinu otkrio je 1824. godine Justus von Liebig. Njena molekularna formula je H2C2N2O2,a empirijska formula HCNO. Ova organska kiselina je izomer cijanatne kiseline koju je godinu dana kasnije otkrio Friedrich Woehler. Fulminatna kiselina i njene soli, kao što je živa(II)-fulminat, izuzetno su opasne i često se koriste kao detonatori drugih eksplozivnih materijala i primjer su inicijalnih eksploziva. Pare fulminatne kiseline su toksične.